# Arbeitsgericht Hindenburg
Das Arbeitsgericht Hindenburg war ein Gericht der Arbeitsgerichtsbarkeit mit Sitz in Hindenburg.

## Geschichte
Gemäß Arbeitsgerichtsgesetz vom 23. Dezember 1926 wurden in Deutschland Arbeitsgerichte gebildet. Diese waren nur in der ersten Instanz organisatorisch selbstständige Gerichte, die Landesarbeitsgerichte waren den Landgerichten zugeordnet. Am Landgericht Gleiwitz entstand so 1927 das Landesarbeitsgericht Gleiwitz als eines von drei Landesarbeitsgerichten im Bezirk des Oberlandesgerichtes Breslau. In Hindenburg entstand das Arbeitsgericht Hindenburg. Sein Sprengel umfasste den Bezirk des Amtsgerichts Hindenburg. Es bestand je eine Kammer für Arbeiter, für Angestellte und für Handwerk.
Nach der Besetzung Deutschlands durch die Alliierten wurden 1945 die Deutschen vertrieben und die Geschichte des Arbeitsgerichts Hindenburg endete.